# 池袋暴走事故 (2015年)

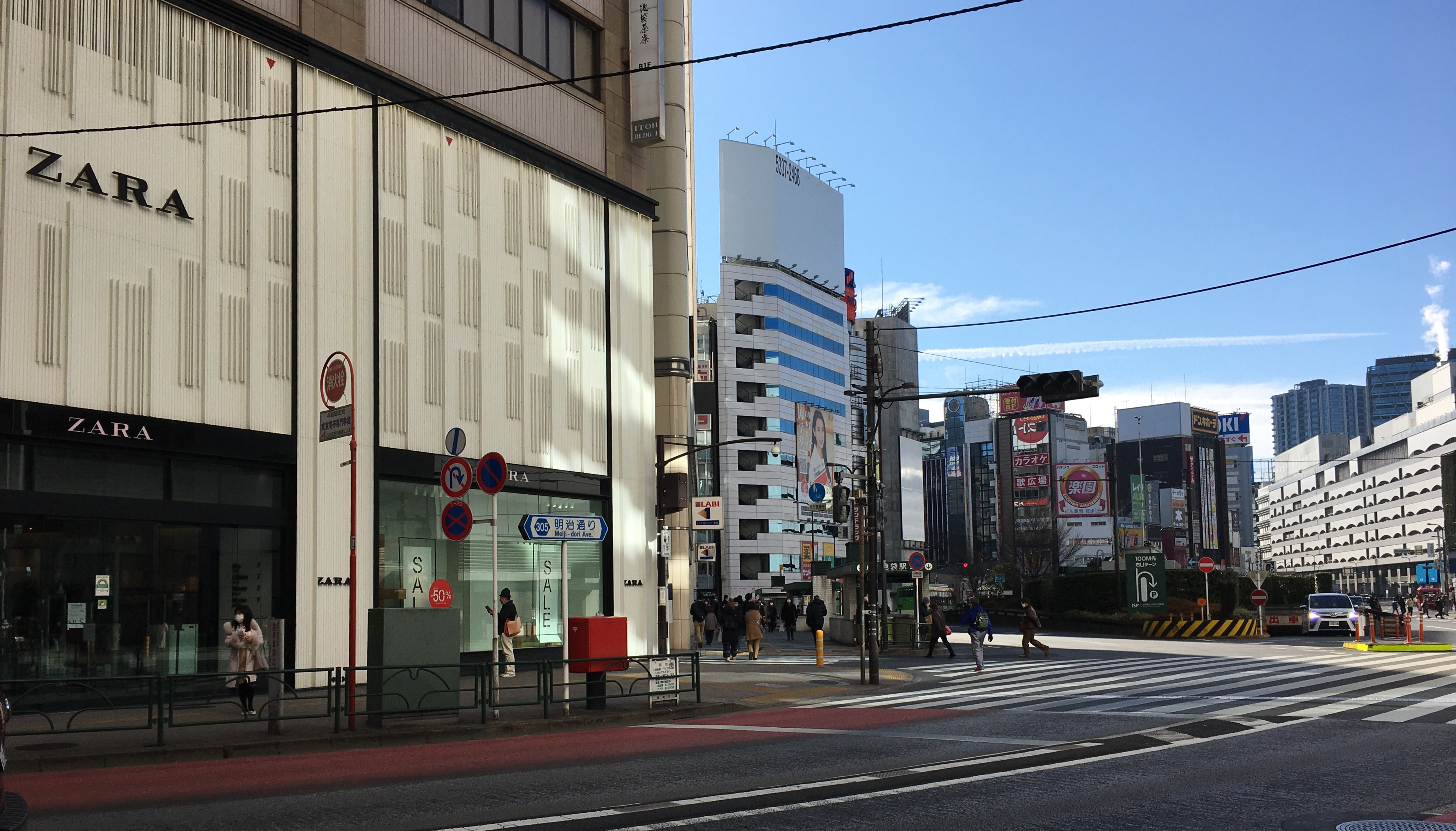
事故現場（2022年撮影）

池袋暴走事故（いけぶくろぼうそうじこ）は、2015年（平成27年）8月16日に東京都豊島区東池袋で発生した交通事故。

## 概要
2015年8月16日21時35分頃、東京都豊島区の池袋駅東口前で、53歳の医師の男（以下、A）が運転する乗用車（メルセデスベンツ・Cクラス）が、地下駐車場から東京都道305号芝新宿王子線（明治通り）に出た後、転回しなければならないところを直進し、歩道に乗り上げて歩行者を次々にはねた後、衣料品店・ZARAに突っ込んで止まった。この事故で1人が死亡、4人が骨盤骨折などの重軽傷を負い、Aが自動車の運転により人を死傷させる行為等の処罰に関する法律違反（過失傷害）の現行犯で警視庁池袋警察署に逮捕され、「歩道に突っ込んだのは記憶がない。疲れて居眠りしていたので覚えていないのかもしれない。駅の近くでラーメンを食べて車に乗った」と供述。「Aが抵抗し、警察官が『飲んでいるのか』と聞くと『何が悪いんだよ、酔っ払ってんだよ』などと大声を出して暴れ、負傷者を蹴ろうとしていた」「車の下には何人かが下敷きになっていたように見えた」などの目撃情報があったが、運転手の呼気からはアルコールは検出されず、車内からも違法薬物摂取を示唆する物証は得られなかった。

## 運転手の評判
8月8日にAの診療を受けた男性は「酒もタバコもやらない真面目な人。ただ、新しい看護師が来ても2、3週間ですぐ辞めてしまうのが不思議だった」、近所の女性は「近所付き合いはなく変わり者として知られていた」「診療所の前に他人の自転車や自動車が止まっていると物凄い剣幕で怒鳴り散らしていた。警察を呼ぶ騒ぎもあった」、過去にAの診療を受けた者は「診療中に母親に『バカヤロー』と怒鳴っていた」「点滴を打つんだからしゃべるなと怒られた」と話した。Aの母親も「お酒も飲めないし、悩んでいるそぶりはなかった。普段は運転もあまりしないんです」とコメントした。

## 裁判
Aはてんかんの持病があり、普段は朝夕2回薬を服用していたが、警視庁の取り調べで「当日夕方分を飲んでいなかった」と供述したことや、Aの主治医が「服薬を怠れば意識障害が起きる可能性はあるが、薬を飲んでいれば運転は可能」と説明したことから、8月18日朝、同庁は危険運転致死傷容疑で東京地方検察庁に送致し、同地検は9月1日から11月9日まで鑑定留置を行い、その結果「てんかんの影響で運転中に意識障害に陥っていた」と判断し、13日に自動車運転処罰法違反（危険運転致死傷）の罪でAを起訴した。

### 第一審
求刑は懲役8年。裁判では、Aが運転を始めた時、発作で正常な運転ができなくなる可能性を認識していたかが争点だった。A側は「適切に抗てんかん薬を服用し、運転中に意識障害が起きるとは認識していなかった」として、危険運転致死傷罪について無罪を主張したが、Aは精神科医として抗てんかん薬を処方した経験もあり、2017年6月27日、東京地方裁判所は「Aは医師として知識がありながら発作の危険性を軽視して運転しており、厳しい非難は免れない」「Aは事故前2年間に2度発作を起こし、運転直前には前兆となる異臭感を自覚した」として「可能性を認識していた」と認定、懲役5年の実刑判決を言い渡した。 

### 第二審
2018年2月22日、東京高等裁判所が控訴を棄却した。

### 最高裁
2018年11月13日、最高裁判所が上告を棄却、確定。

## 世論の反応

### 背景
元々、道路交通法ではてんかん患者の運転は禁止されていた。障害や病気を理由に免許や資格の取得などを禁止・制限する「欠格条項」による制限である。2002年、てんかんの扱いの見直しを求める声に応じて、てんかんが、症状によって取得の可否を判断する「相対的欠格事由」に変更された経緯がある。しかし、その後全国で治療不十分なてんかん患者による重大事故が相次ぐようになった。その影響で悪質な運転手への厳罰を求める声が強まり、2014年5月に罰則を強化した「自動車運転処罰法」が成立した。

### 批評
- 中日新聞は、本事件後に「車を運転するてんかん患者は肩身が狭い」などとして特集を組んだ[7]。法改正による厳罰化の効果見えず[18]、今後はてんかん患者に免許を与えないという議論に繋がりかねないとした[7]。医師から運転許可がおりないことを恐れて通院をやめてしまった患者がいることなどにも触れ[7]、最大の問題はてんかん治療の貧困であるとして、罰則よりも患者の治療や支援が重要であるとした[7]。

- 日本てんかん協会副会長の久保田英幹医師は「今回の発作の原因は分からないが、症状に合った薬を正しく飲めば発作はコントロールできる。ほとんどの人は自己管理をしながら運転していることを理解してほしい」とコメントした[9]。

- 日本てんかん協会は、各報道機関が、てんかんと事故との因果関係が確定しない内から、てんかん患者による事故であるとして報道しているとして、報道側に「誤解を招かない工夫」を求めた[18]。また、マスコミに運転手はてんかんであるという捜査情報を漏らしたのは警察であるとして、警視総監宛てに病名公表の意図を問う質問書を送った[18]。一方で報道の自由を指摘する声もあった[18]。

- 毎日新聞は、てんかんは100-200人に1人が発症し全国に約100万人の患者がいるが[19][16]、7-8割は患者は薬物治療で発作を抑えられるとして[19][16]、佐賀県内のてんかん患者の団体の「まじめに治療を受けている患者が差別され、孤立してしまうことを心配だ」するコメントを紹介した[19]。

- 事故を起こしたのは医師であるので、抗てんかん剤の内服忘れが原因であるとしても、責任は一般てんかん患者よりも重いだろうとする報道もあった[16]。

## 行政処分
2025年3月19日、医道審議会の答申を受けて厚生労働省は危険運転致死傷罪で実刑になったことにより運転手の医師に対して医業停止3年の処分を下した。